# باتشي مكس
باتريك «باتشي» مكس (بالإنجليزية: Patrick "Patchy" Mix؛ مواليد 16 أغسطس 1993) هو مُقاتل فنون قتالية مختلطة أمريكي.

## وصلات خارجية
- باتشي مكس على موقع بيلاتور (الإنجليزية)
- باتشي مكس على موقع شيردوغ (الإنجليزية)
- باتشي مكس على موقع Tapology.com (الإنجليزية)
- لا بيانات لهذه المقالة على ويكي بيانات تخص الفن